# IGBT транзистор
IGBT транзистор или само IGBT (от английски: insulated-gate bipolar transistor) представлява полупроводниково устройство с три извода което се състои схемно от биполярен транзистор, управляван от полеви транзистор с изолиран гейт. Съчетава много висок входен импеданс на полевия транзистор с големите токове, които може да превключва биполярния транзистор. Ползва се във всички съвременни електромобили и изобщо схеми с превключване на големи токове.